# Sikken et Barn
Sikken et Barn (originaltitel Cradle Robbers) er en amerikansk stumfilm fra 1924 af Robert F. McGowan.

## Medvirkende
- Joe Cobb som Joe
- Jackie Condon som Jackie
- Mickey Daniels som Mickey
- Allen Hoskins som Farina
- Mary Kornman som Mary
- Ernie Morrison som Sunshine Sammy
- Dick Henchen som Dick
- Sonny Loy som Sing Joy